# Morgat
Morgat – miejscowość należąca do gminy Crozon w departamencie Finistère we Francji. W przeszłości port rybacki specjalizujący się w połowach sardynek, później tuńczyków. Rybołówstwo intensywne zwłaszcza w latach 1960–1970, do czasu zaniku sardynek i tuńczyków.
Obecnie posiada przede wszystkim charakter kąpieliska nadmorskiego. Wypoczynek wakacyjny w Morgat spopularyzował w końcu XIX wieku Armand Peugeot. Wzdłuż bulwaru przy plaży (Boulevard de la Plage) znajdują się wille zbudowane na przełomie XIX i XX wieku przez bogate rodziny paryskie, które przybyły tu w ślad za rodziną Peugeot.